# 문화동 (대전)
문화동(文化洞)은 대전광역시 중구에 속한 법정동 및 행정동이다. 교육,문화의 중심지로 초중고, 대학교, 한밭도서관 등이 있으며, 대단위 기관 단체 (대전충남지방병무청, 서대전우체국, 한국산업인력공단대전지역본부 등) 밀집 지역되어 있는 지역이다. 주민의 휴식 및 편리를 위한공간으로 서대전시민공원, 청년광장, 문화광장, 세이백화점, 홈플러스 등이 있다.

## 지명
조선시대에 ‘과례리’라 하여 공주목 유등천면에 속하였는데, 1935년 대전부의 실시로 일부 지역이 대전부 문화정으로,잔여지역은 1940년 대전부 ‘연병정’으로 편입되었다가, 1946년 ‘문화동’으로 개칭되었다. 문화동이란 명칭은 ‘연병정’을 개칭한 것이고, 1985년 11월 1일로 분동이 되어 문화1동과 문화2동으로 분리되었다.

## 교육
- 글꽃초등학교
- 동문초등학교
- 대문초등학교
- 동산중학교
- 대문중학교
- 글꽃중학교
- 문화여자중학교
- 대전동산고등학교
- 대전국제통상고등학교

## 주요 기관
- 대전광역시동부교육지원청

## 주요 시설
- CBS대전방송
- 대전광역시한밭도서관

## 쇼핑
- 세이백화점
- 홈플러스 문화점
- 다이소